# Allen T. Caperton
Allen Taylor Caperton, född 21 november 1810 i Monroe County, Virginia (nuvarande West Virginia), död 26 juli 1876 i Washington, D.C., var en amerikansk demokratisk politiker. Han representerade Virginia i Amerikas konfedererade staters senat 1864-1865 och West Virginia i USA:s senat från 1875 fram till sin död.
Fadern Hugh Caperton representerade Virginias femte distrikt i USA:s representanthus 1813-1815.
Allen T. Caperton studerade vid University of Virginia och avlade 1832 sin grundexamen vid Yale College. Han studerade sedan juridik i Staunton, Virginia och arbetade därefter som advokat. Han var ledamot av Virginia House of Delegates, underhuset i delstatens lagstiftande församling, 1841-1842 och 1857-1861. Han var ledamot av Virginias senat 1844-1848.
William Ballard Preston, ledamot av Amerikas konfedererade staters senat för Virginia, avled 1862 i ämbetet. Virginias lagstiftande församling valde till sist Caperton till Prestons efterträdare. Caperton tillträdde 22 januari 1864 som konfedererad senator och innehade ämbetet fram till amerikanska inbördeskrigets slut.
Caperton efterträdde 4 mars 1875 Arthur I. Boreman som senator för West Virginia. Caperton var den första tidigare ledamoten av CSA:s senat som valdes till USA:s senat efter inbördeskriget. Han avled i ämbetet och efterträddes av Samuel Price.
Capertons grav finns på Green Hill Cemetery i Union, West Virginia.